# Dendrocoptes
Genre
Dendrocoptes est un genre de pics (famille des Picidés) originaire d'Eurasie.

## Liste des espèces et sous-espèces
Selon la classification de référence du Congrès ornithologique international (version 6.4, 2016) :
- Dendrocoptes auriceps (Vigors, 1831) — Pic à tête jaune
  - Dendrocoptes auriceps auriceps (Vigors, 1831)
  - Dendrocoptes auriceps incognitus (Scully, 1879)
- Dendrocoptes dorae (Bates & Kinnear, 1935) — Pic d'Arabie
- Dendrocoptes medius (Linnaeus, 1758) — Pic mar
  - Dendrocoptes medius medius (Linnaeus, 1758)
  - Dendrocoptes medius caucasicus (Bianchi, 1905)
  - Dendrocoptes medius anatoliae (Hartert, 1912)
  - Dendrocoptes medius sanctijohannis (Blanford, 1873)